# بطولة الأمم الست للسيدات 2011
بطولة الأمم الست للسيدات 2011 (بالفرنسية: Tournoi des Six Nations féminin 2011)‏ هو الموسم 16 من  بطولة الأمم الست للسيدات. أقيم خلال الفترة 4 فبراير 2011 وحتى 20 مارس 2011، وبمشاركة  6 فريقاً، وفاز فيه منتخب إنجلترا الوطني لاتحاد الرغبي للسيدات.